# オシリア駅
オシリア駅（オシリアえき）は、大韓民国釜山広域市機張郡にある韓国鉄道公社（KORAIL）東海線の駅。当駅には電鉄線の電車のみが停車する。
東海線の広域電鉄化によって新設された駅であり、駅名は近辺で造成される「東釜山観光団地」内にある「オシリアテーマパーク」に由来する。

## 駅構造
相対式ホーム2面2線の高架駅。

### 駅階層

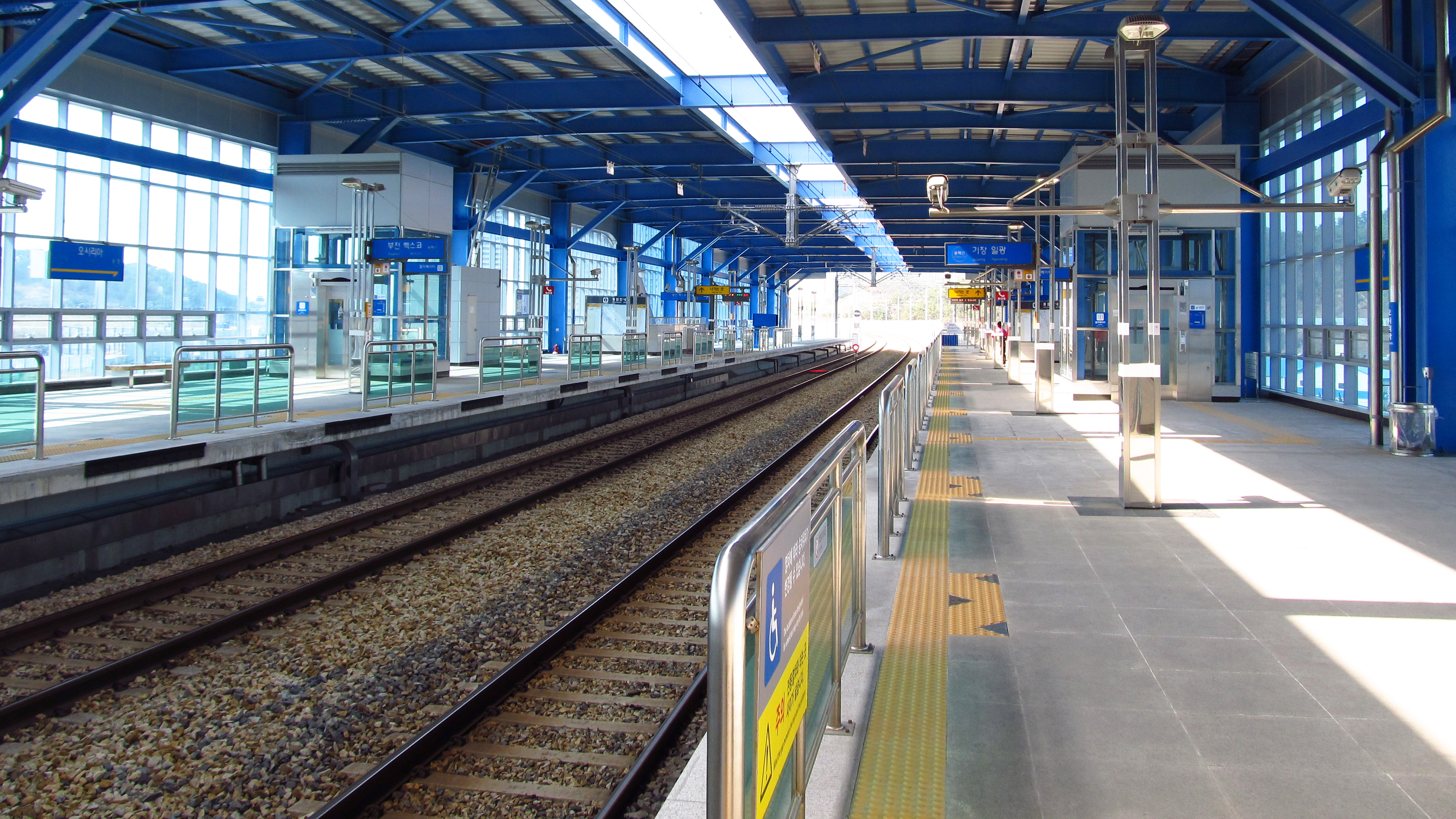
ホーム
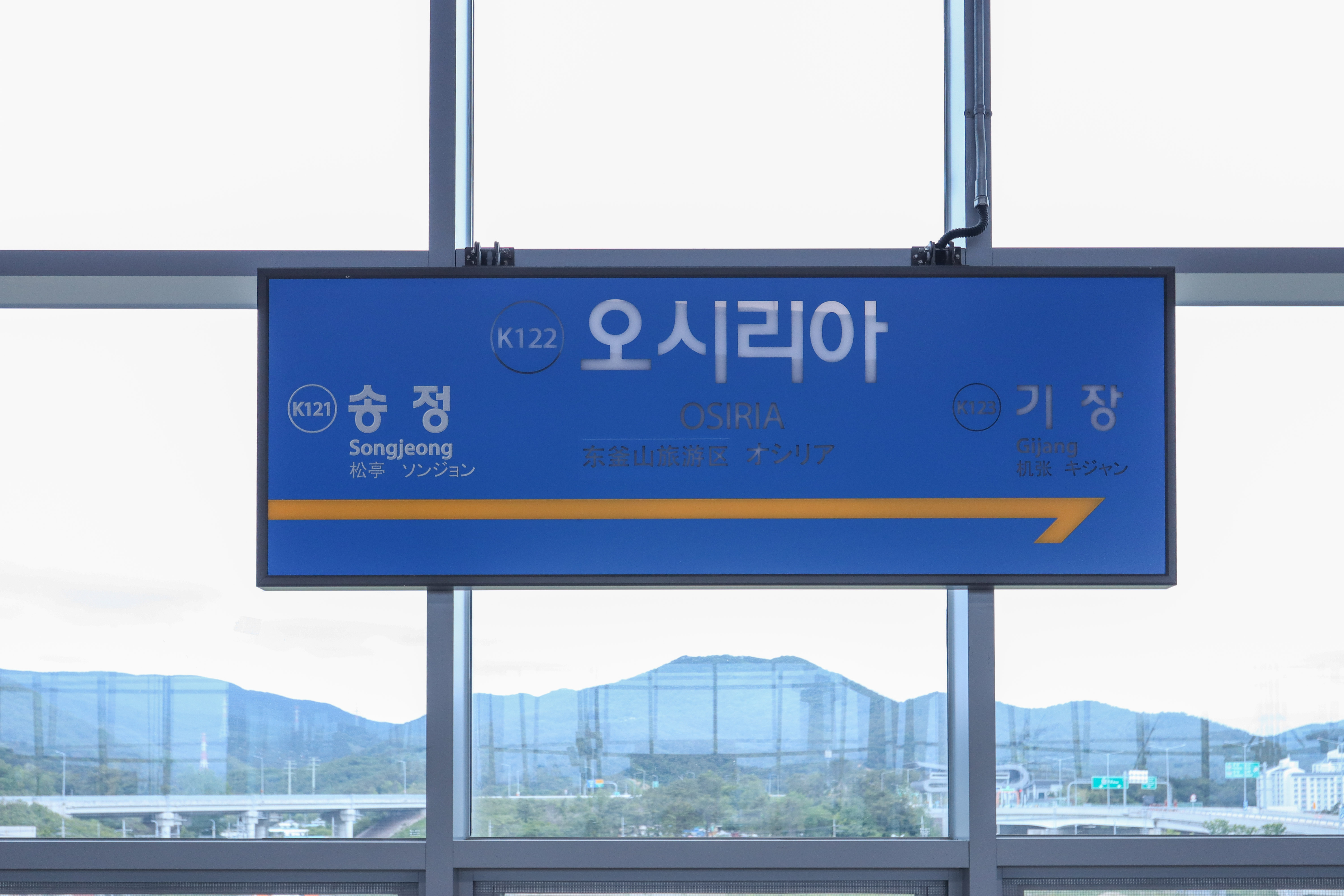
駅名標

| 地上 2階                       |                                      |                                                                |
| 相対式ホーム、左側のドアが開く |                                      |                                                                |
| 1番線                          | →●東海電鉄線 太和江方面へ（機張駅）→ |                                                                |
| 2番線                          | ←●東海電鉄線 釜田方面へ（松亭駅）    |                                                                |
| 相対式ホーム、左側のドアが開く |                                      |                                                                |
| 地上 1階                       | コンコース                           | 出入口、コンコース、自動券売機、改札口、エスカレーター、トイレ |

- ホーム
- 駅名標

## 駅周辺

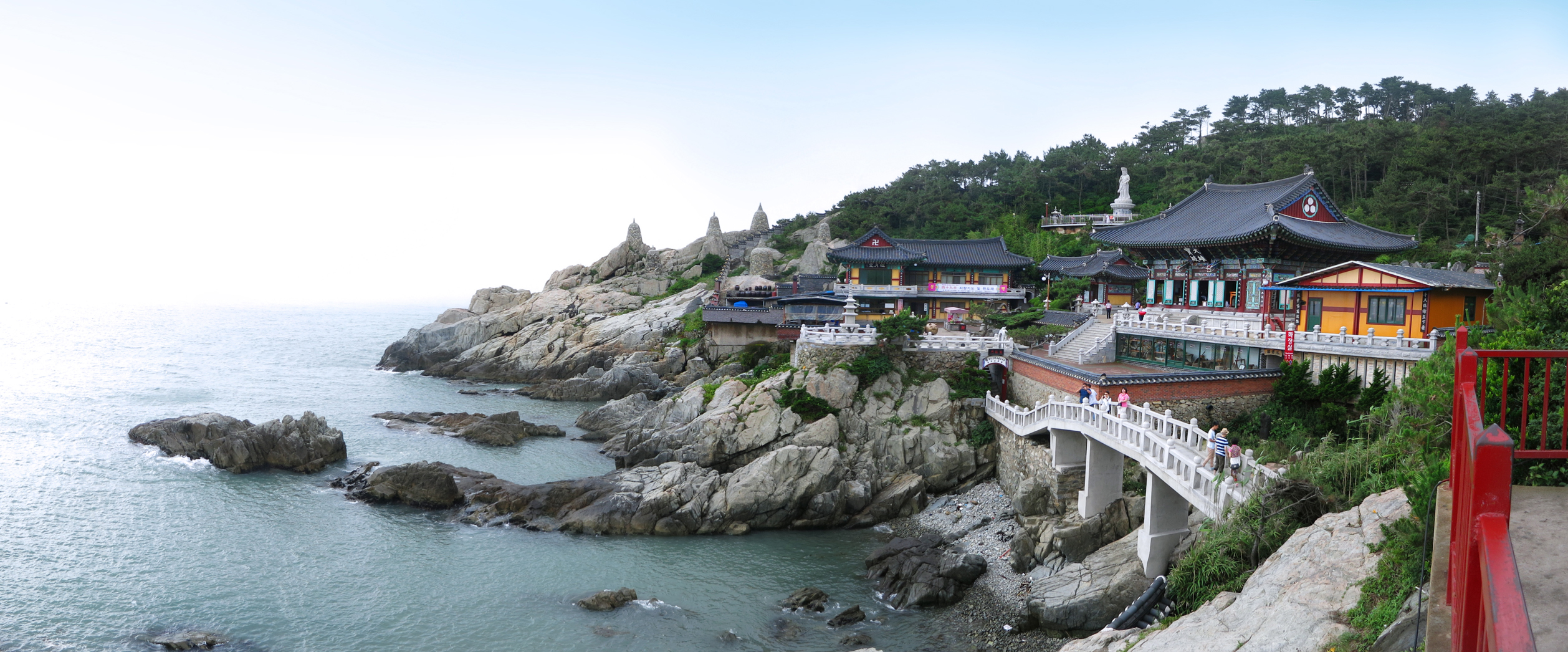
海東龍宮寺

- 釜山-蔚山高速道路東釜山IC
- ロッテモール東釜山
  - ロッテシネマ
  - ロッテマート
  - ロッテプレミアムアウトレット
- 釜山国際外国人学校
- 国立釜山科学館（朝鮮語版）
- 国立水産科学館（朝鮮語版）
- 海東龍宮寺
- 蓮花山薬水庵
- オシリア観光団地（造成中）
  - ロッテワールド・アドベンチャー釜山

- 海東龍宮寺

## 歴史
- 2016年
  - 4月29日 - 路線の東海線への編入と営業距離が告示（施行は開業時）[1]。
  - 10月31日 - 電化とともに開業、東海電鉄線運行開始[1]。

## 隣の駅
韓国鉄道公社
東海線
●東海電鉄線
松亭駅 - オシリア駅 - 機張駅